# Spock
Spock (inglese britannico: /spɒk/, americano: /spɑk/), il cui nome vulcaniano completo è S'chn T'gai Spock, è un personaggio immaginario del franchise di fantascienza Star Trek.
Viene interpretato da Leonard Nimoy nella serie classica, nella serie animata, nei film della serie classica e nella serie televisiva Star Trek: The Next Generation. Nella Kelvin Timeline del 2009, la versione giovane del personaggio viene interpretata da Zachary Quinto, mentre nelle serie televisive dell'Expanded Universe, distribuite dal 2018 in poi, viene interpretato da Ethan Peck. Nel terzo film e in Star Trek: Discovery, Spock viene inoltre interpretato da bambino e giovane da numerosi altri attori. 
Il personaggio di Spock è considerato una delle più grandi e celebri icone del franchise di Star Trek, della fantascienza, della televisione e del cinema, oltre che della cultura popolare in generale. Il personaggio si è guadagnato un posto d'onore nella fantascienza e nella cultura popolare, anche grazie alla sua flemma vulcaniana e al suo saluto vulcaniano con cui augura "lunga vita e prosperità".
Spock è l'unico personaggio ad essere apparso sia nell'episodio pilota sia in ogni episodio regolare della serie originale Star Trek.

## Caratteristiche
Spock è per metà Vulcaniano e per metà Umano. Il suo nome completo è S'chn T'gai Spock. Non è mai stato reso noto durante la serie, ma appare nel romanzo Ishmael ed è dai più ritenuto canonico nonostante la Paramount non l'abbia ancora ufficializzato. Stessa sorte ebbero i nomi di Uhura e Sulu (rispettivamente Nyota e Hikaru), dapprima introdotti su tascabili e novelle, e poi confermati nei successivi film.
In quanto Vulcaniano è vegetariano.

## Storia del personaggio

### Primi anni
Spock nasce a Shi'Kahr, sul pianeta Vulcano, il 26 marzo 2230 (56 Tasmeen 503 secondo il calendario vulcaniano) da Sarek, un diplomatico vulcaniano, e da Amanda Grayson, un'insegnante umana. La difficile e inedita gravidanza interspecie viene portata a termine grazie a una serie di terapie mediche sperimentali.
Dopo l'infanzia e la prima giovinezza, trascorse sul pianeta natale con alcune difficoltà dovute alla propria condizione di ibrido Vulcaniano-Umano, Spock si iscrive all'Accademia della Flotta Stellare. Successivamente, con il grado di tenente, presta servizio come assistente ufficiale scientifico, quindi come Ufficiale scientifico e Secondo Ufficiale, assegnato all'astronave USS Enterprise NCC-1701, comandata all'epoca dal capitano Christopher Pike, sotto il cui comando rimane per undici anni.

### Serie classica

#### Serie televisiva originale e serie animata
Nel 2265, con il grado di tenente comandante e i ruoli di Ufficiale scientifico ed esecutivo, passa sotto il comando del capitano James Tiberius Kirk, successore di Pike, partecipando alla missione quinquennale dell'Enterprise "alla ricerca di nuovi mondi e nuove civiltà". Nel 2266 viene promosso comandante.

#### Film
Al termine della missione quinquennale a bordo dell'Enterprise, Spock dà le dimissioni dalla Flotta Stellare per ritirarsi sul pianeta nativo Vulcano a praticare la disciplina del Kolinahr (lett. "purificazione dalle emozioni"), a cui deve però rinunciare in extremis a causa dell'arrivo della misteriosa entità V'ger nel 2271, rientrando in servizio con il rango di comandante. Con la perdita dell'ufficiale esecutivo, il capitano William Decker, Spock riassume il ruolo di primo ufficiale e ufficiale scientifico a bordo della USS Enterprise.
Nel 2276 l'Enterprise è ritirata dal servizio attivo e riarmata come vascello da addestramento dell'Accademia della Flotta Stellare; Spock è promosso al grado di capitano e vi è assegnato come ufficiale comandante. Nel 2282 è temporaneamente sollevato dal comando durante la crisi di Genesis, quando l'ammiraglio James Kirk riprende il comando durante il combattimento contro Khan Noonien Singh. In quella stessa missione, Spock sacrifica la propria vita nel compimento del dovere, ucciso dalle radiazioni per essere entrato volontariamente in una camera di antimateria senza alcuna protezione, salvando in tal modo l'Enterprise dall'esplosione di Genesis. Il suo corpo è inumato all'interno di un siluro fotonico e inviato sul pianeta Genesis.
Si scopre successivamente che Spock, avvalendosi di una particolare facoltà della sua specie, poco prima di morire aveva trasferito il suo katra nell'amico Leonard McCoy. Il suo corpo, depositato sulla superficie del pianeta Genesis all'interno del siluro fotonico, subisce un processo di radicale rigenerazione cellulare grazie alle caratteristiche di instabilità ambientale del pianeta e torna in vita con la forma infantile, maturando rapidamente attraversando in poche ore tutte le fasi evolutive, dall'infanzia all'età matura. Viene infine recuperato dall'equipaggio dell'Enterprise e riportato sul pianeta natale Vulcano, dove, attraverso l'antico rituale del fal-tor-pan, il suo katra e il suo corpo vengono riuniti e Spock torna in possesso della consapevolezza di sé e dei ricordi della sua precedente esistenza.
Nel 2286, dopo la cosiddetta crisi della sonda aliena, viene assegnato come ufficiale esecutivo alla USS Enterprise NCC-1701-A, dove rimane per i dodici anni successivi sotto il comando del capitano Kirk. Durante questo periodo incontra il fratellastro Sybok, più anziano e figlio di una precedente sposa vulcaniana di Sarek, che aveva rinnegato la logica pura, e partecipa a uno straordinario viaggio al centro della galassia.
Nel 2293 Spock è anche una figura chiave nel costituire l'alleanza con l'Impero Klingon, seguita alla conferenza di Khitomer.

### The Next Generation
Dal 2293 Spock viene pensionato definitivamente dal servizio nella Flotta e inserito nel corpo diplomatico della Federazione, come lo era stato suo Padre. Nei primi anni 2370 Spock, che ha quasi 140 anni, è segretamente sul pianeta Romulus, nel tentativo di ottenere la pace fra Vulcaniani e Romulani, sanando una spaccatura vecchia di duemila anni al fine di riunire i due popoli.

### Expanded Universe

#### Discovery
Spock aveva una sorella maggiore adottiva umana, Michael Burnham. La donna fu adottata in tenera età da Sarek e Amanda Grayson dopo che i genitori biologici, due scienziati che studiavano i viaggi temporali, furono uccisi dai Klingon. Ufficialmente morì nel 2257 nella battaglia contro il Controllo, un'intelligenza artificiale creata dalla Sezione 31, una divisione deviata del servizio segreto della Flotta, che prese coscienza di sé e che intendeva annientare ogni forma di vita biologica della Galassia. La nave ove prestava servizio Burnham, la USS Discovery, in una delle sue ricognizioni entrò in contatto con una "sfera" aliena vecchia di centomila anni che conteneva tutto lo scibile della Galassia e che, sentendo prossima la fine, trasferì sul computer di bordo della nave tutte le sue conoscenze: il computer stesso prese coscienza di sé e divenne membro della Flotta con il nome di Zora. La Discovery divenne così una nave senziente che conteneva una conoscenza illimitata: il Controllo ne voleva prendere possesso e, poiché la coscienza della "sfera" non voleva essere distrutta, i vertici della Flotta e gli ufficiali superiori della Discovery e dell'Enterprise (Pike e Chin-Riley) decisero di spostare la nave nel XXXII secolo attraverso una tuta temporale creata dalla madre biologica di Burnham. Tutto ciò fu secretato: è per questo che nella Serie Classica e nelle serie successive non vi è alcun riferimento a Burnham.

#### Short Treks
In un'imprecisata data della prima missione quinquennale del capitano Pike, il giovane guardiamarina Spock venne assegnato alla USS Enterprise. Qui fu accolto dal severo ufficiale esecutivo della nave, la tenente comandante Una Chin-Riley. I due rimasero bloccati per ore in un turboascensore guasto; qui il primo ufficiale e Spock, mentre cercavano di sbloccare l'ascensore, si lasciano andare a una serie di confidenze e di goliardiche e inusuali azioni (Una ad esempio cantò, e Spock rise); quando vennero liberati, si promisero a vicenda che ciò che era accaduto e che si erano detti nell'ascensore sarebbe rimasto lì. Fu in quell'episodio che nacque l'affiatamento e la stima fra i due. 

#### Strange New Worlds
2259. Dopo i drammatici avvenimenti della Discovery, l'equipaggio dell'Enterprise (obbligato al silenzio sul destino di Michael Burnham e della Discovery) venne posto in congedo temporaneo o demandato ad altri servizi; il capitano Christopher Pike, in particolare, sembrava sconvolto dagli avvenimenti, anche perché a causa di un cristallo del tempo vide chiaramente quale fosse il terribile destino che lo attendeva, e si ritirò quindi in congedo illimitato. Fu convinto a riprendere l'Enterprise dal precedente capitano di essa, l'ammiraglio April, che gli comunicò che la sua amica nonché primo ufficiale Una Chin-Riley (ora al comando di una piccola nave scientifica) era stata catturata da un popolo alieno. Iniziò così la seconda missione quinquennale, con Spock (promosso tenente junior) nel suo ruolo storico di ufficiale scientifico.

### Linee temporali alternative

#### Kelvin timeline
Nel 2387, una stella diventata supernova minaccia Romulus. Per aiutare i Romulani, l'Accademia delle Scienze Vulcaniana commissiona una veloce navetta, la Jellyfish, affinché Spock lanci all'interno della supernova della materia rossa, capace di creare un buco nero che avrebbe inghiottito l'onda distruttrice. Tuttavia Romulus viene distrutto mentre Spock è ancora in viaggio verso la supernova.
Di ritorno dalla sua missione, l'ambasciatore viene intercettato da Nero, capitano della nave mineraria Narada, che incolpa Spock di non essere riuscito a salvare il suo pianeta in tempo. Entrambe le navi vengono risucchiate dal buco nero generato dalla materia rossa, che li porta in due periodi diversi del passato: Nero nel 2233, dove distrugge la nave stellare USS Kelvin, generando così una linea temporale alternativa, Spock nel 2258, dove viene catturato da Nero, che lo abbandona sul pianeta ghiacciato Delta Vega, costringendolo ad assistere alla distruzione di Vulcano.
In seguito Spock incontra Kirk, abbandonato sul pianeta dalla controparte giovane del vulcaniano. Dopo le spiegazioni, Spock e Kirk si recano nella vicina base stellare, dove incontrano Montgomery Scott. Spock offre a Scotty l'equazione del teletrasporto a velocità curvatura che l'ingegnere avrebbe elaborato tempo dopo, con il quale Scotty e Kirk tornano a bordo dell'Enterprise. L'anziano vulcaniano rimane su Delta Vega, ma alla fine del film s'incontra con il suo alter ego giovane sulla Terra.
Nel dodicesimo film, Into Darkness - Star Trek un anziano Spock interagisce con il suo io più giovane. Nel tredicesimo film, Star Trek Beyond si viene a sapere che lo Spock anziano era morto. Prima di morire ha regalato al suo alter-ego una foto che ritrae lui, il capitano Kirk e gli altri membri dell'Enterprise della serie classica.

#### Parallel LiveseIDIC
La serie a fumetti ideata da Mike Johnson, Star Trek: Parallel Lives, e pubblicata da IDW Publishing nel 2014, presenta una Kelvin timeline alternativa a quella presentata nei film, dove l'arrivo di Nero nel XXIII secolo, ha causato un cambio di sesso dei protagonisti. Nella serie compaiono una Spock, che presta servizio su una USS Enterprise capitanata da Jane Tiberia Kirk e ha una relazione con l'ufficiale alle comunicazioni Nnamdi Uhuro.
Nella serie di fumetti IDIC, ultima storia della collana Boldly Go, pubblicata dalla IDW Publishing nel 2016, uno Spock femmina serve, sempre sull'Enterprise, ma tutti gli altri ufficiali, ad eccezione di Nnamdi Uhuro, sono i personaggi regolari della serie classica: James T. Kirk, Montgomery Scott, ecc.

## Famiglia
Bisnonno

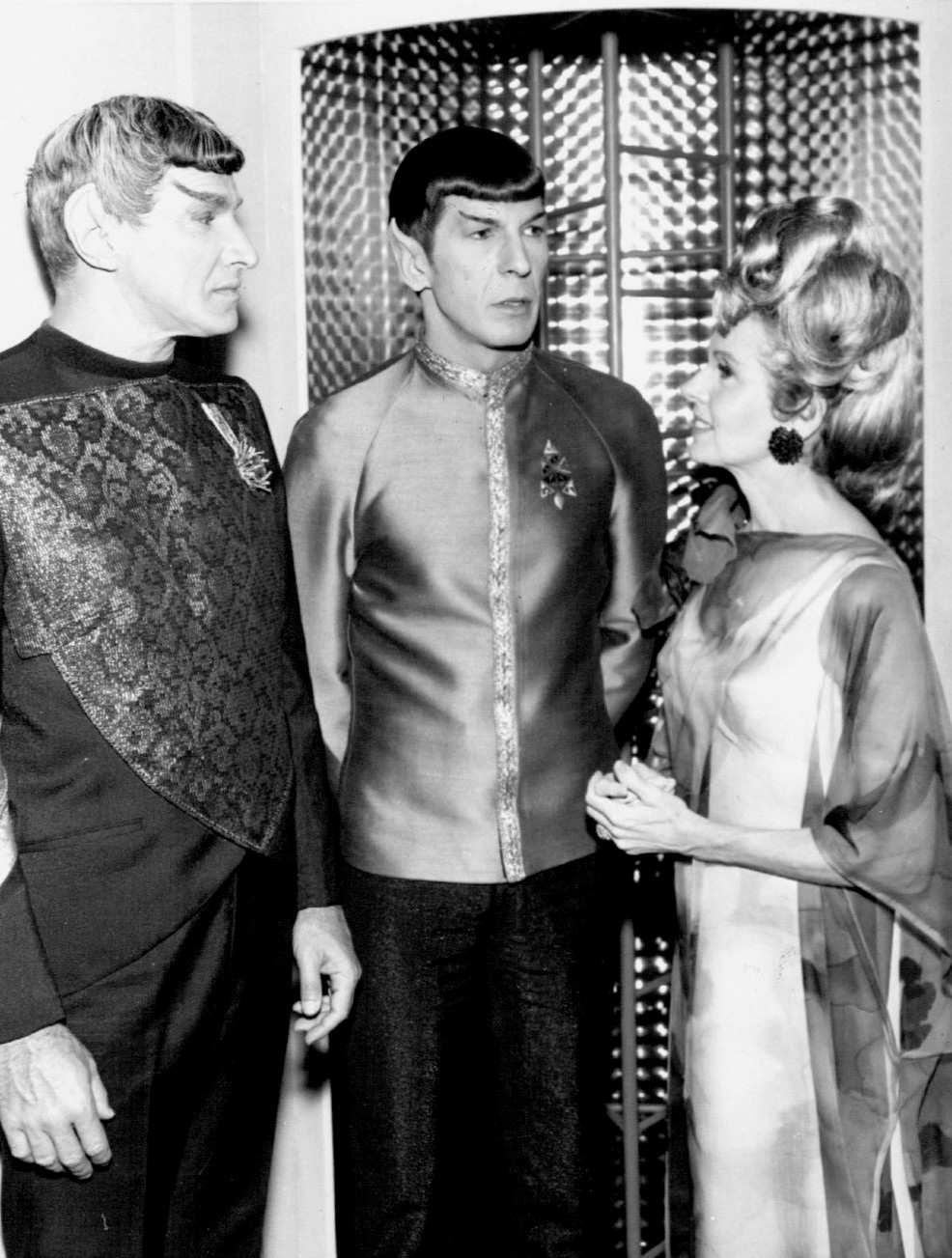
Spock con i genitori Sarek (Mark Lenard) e Amanda Grayson (Jane Wyatt) nell'episodio Viaggio a Babel

- Solkar, primo ambasciatore vulcaniano sulla Terra[N 2]

Nonno
- Skon

Genitori
- Sarek
- Amanda Grayson

Fratelli
- Sybok (fratellastro)
- Michael Burnham (sorella adottiva)

Fidanzata
- T'Pring

## Sviluppo
Il personaggio di Spock era presente fin dall'inizio nella produzione della serie classica secondo le intenzioni del produttore della serie, Gene Roddenberry, che riteneva che un essere alieno all'interno dell'equipaggio dell'astronave Enterprise avrebbe contribuito a rendere il senso del lontano futuro che egli intendeva fornire agli spettatori. La produzione della serie invece, dopo il fallimento del primo episodio pilota Lo zoo di Talos (The cage), desiderava cancellare il personaggio con le orecchie a punta. Spock fu tuttavia difeso da Roddenberry, tanto da comparire anche nel secondo pilota Oltre la galassia (Where no man has gone before) accanto al nuovo capitano James T. Kirk (William Shatner) e nel resto della serie. L'attore Leonard Nimoy sviluppò gradatamente delle caratteristiche psicologiche distintive per il personaggio, che divenne ben presto molto popolare. L'evoluzione del personaggio è continuata con la serie di film basati sui personaggi della serie classica di Star Trek.
Il trucco di Spock fu realizzato da Fred Phillips, che si occupò delle sopracciglia, e John Chambers, che si occupò delle orecchie appuntite.
L'omonimia con il medico Benjamin Spock è del tutto casuale: stando al libro La creazione di Star Trek, risulta infatti che inizialmente Gene Roddenberry non fosse nemmeno a conoscenza dell'esistenza del pediatra e solo dopo aver creato il vulcaniano fu informato dell'esistenza del Dottor Spock. Curiosamente lo stesso pediatra viene preso in considerazione dal Medico olografico d'emergenza della Voyager per la scelta di un nome da attribuirsi.

## Interpreti

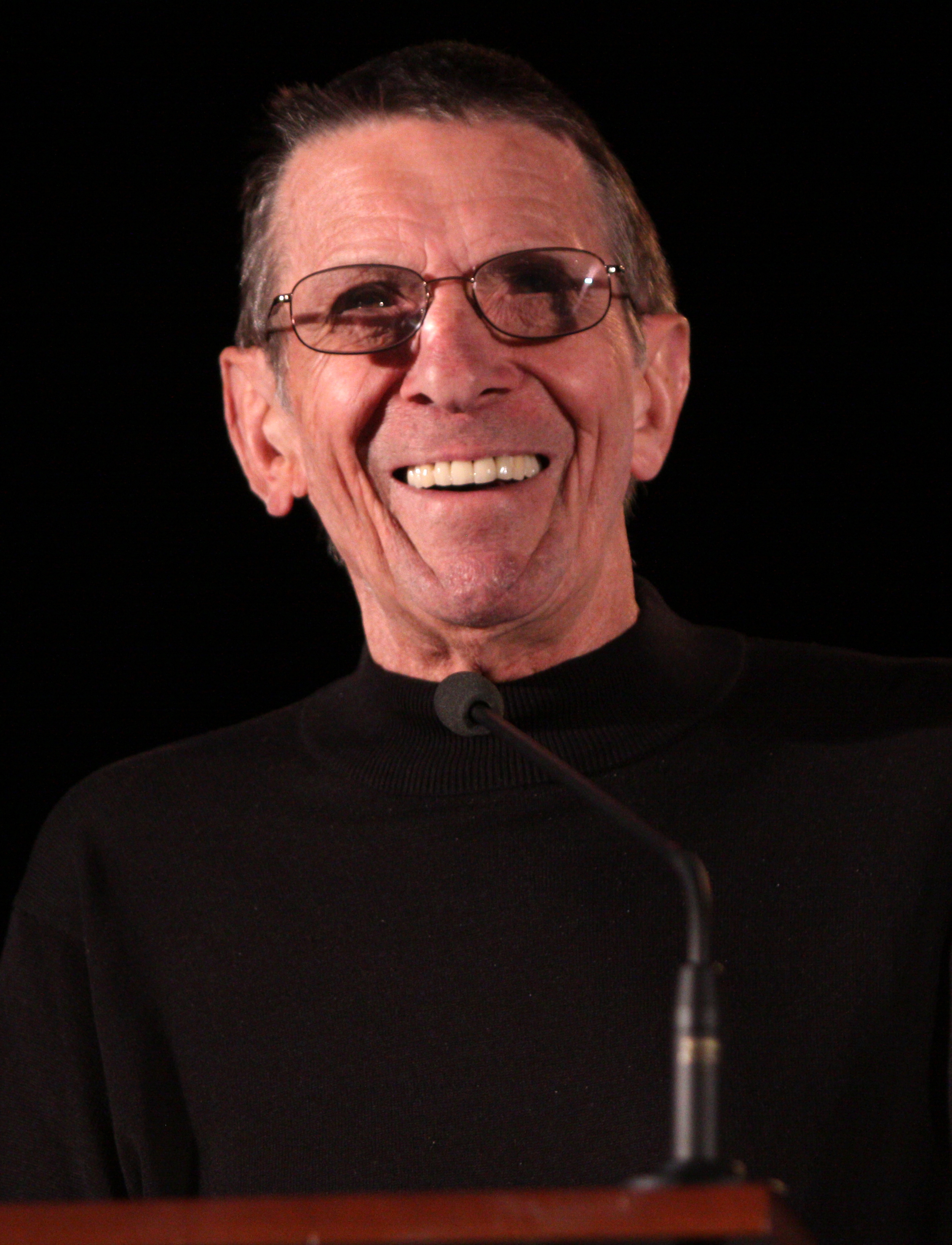
Leonard Nimoy, il primo e più noto interprete di Spock

Il primo interprete di Spock è Leonard Nimoy, che lo ha impersonato sin dal primo pilota della serie classica (1966-1969), Lo zoo di Talos. Il pilota, tuttavia, non è stato trasmesso prima del 1986, perciò la prima apparizione ufficiale è quella nell'episodio Trappola umana, trasmesso l'8 settembre 1966. Nimoy ha interpretato Spock anche nei sei film che vedono protagonista l'equipaggio della serie classica, Star Trek (Star Trek: The Motion Picture, 1979), Star Trek II - L'ira di Khan (Star Trek II: The Wrath of Khan, 1982), Star Trek III - Alla ricerca di Spock (Star Trek III: The Search for Spock, 1984), Rotta verso la Terra (Star Trek IV: The Voyage Home, 1986), Star Trek V - L'ultima frontiera (Star Trek V: The Final Frontier, 1989), Rotta verso l'ignoto (Star Trek VI: The Undiscovered Country, 1991), il terzo e quarto dei quali diretti dallo stesso Nimoy. Riappare poi nella serie Star Trek: The Next Generation, nei due episodi della quinta stagione, Il segreto di Spock (prima parte) e seconda parte, 1991), nei primi due film della Kelvin Timeline, Star Trek (2009) e Into Darkness - Star Trek (Star Trek Into Darkness, 2013), in cui interpreta lo Spock anziano che incontra lo Spock giovane interpretato da Zachary Quinto, e nel cortometraggio direct-to-video, Billy Blackburn's Treasure Chest: Rare Home Movies and Special Memories (2011).
Leonard Nimoy presta inoltre la voce al personaggio di Spock anche nella serie animata Star Trek (1973-1974), dove il personaggio da giovane viene doppiato da Billy Simpson. Nimoy lo doppia anche nei videogiochi Star Trek 25th Anniversary (1992), Star Trek: Judgment Rites (1993), Star Trek Online (2010) e Family Guy: The Quest for Stuff (2014) e all'action figure di Spock della Mego nell'episodio Il malfunzionamento del teletrasporto (The Transporter Malfunction, 2012) della serie televisiva The Big Bang Theory. Inoltre Spock appare come ologramma della Kobayashi Maru, nell'episodio Kobayashi Maru della serie animata Star Trek: Prodigy, dove vengono utilizzate registrazioni di archivio della voce di Leonard Nimoy.
Nel terzo film della saga cinematografica, Star Trek III - Alla ricerca di Spock (Star Trek III: The Search for Spock, 1984), Spock, lasciato sul pianeta Genesis, si rigenera diventando bambino e poi crescend gradualmente. In questa fase viene interpretato dagli attori Carl Steven a 9 anni, Vadia Potenza a 13 anni, Stephen Manley a 17 anni e Joe W. Davis a 25 anni.
In dieci episodi della webserie fanfiction Star Trek: New Voyages (2011-2016), il personaggio di Spock viene interpretato dall'attore statunitense Brandon Stacy.
Nel film fanfiction Star Trek: Captain Pike del 2016, Spock viene interpretato dall'attore Tom Berklund.
Nei film che compongono la Kelvin Timeline, ovvero Star Trek, Into Darkness - Star Trek e Star Trek Beyond, Spock viene impersonato da Zachary Quinto, che ne presta inoltre la voce nei videogiochi Star Trek (2013) e Star Trek: Dark Remnant (2019).
Nelle serie televisive dell'Expanded Universe di Bryan Fuller e Alex Kurtzman, il personaggio di Spock ricompare nelle serie televisive Star Trek: Discovery, Star Trek: Short Treks e Star Trek: Strange New Worlds, dove viene impersonato da adulto da Ethan Peck e da bambino da Liam Hughes.
Nelle edizioni italiane delle opere del franchise di Star Trek, il personaggio di Spock viene doppiato da Paride Calonghi, Silvano Piccardi e Giancarlo Padoan, nella serie classica; Diego Reggente, nella serie animata; Sandro Iovino in The Next Generation; Vittorio Di Prima, nel primo doppiaggio di Star Trek (1979), in Star Trek II - L'ira di Khan e Rotta verso la Terra; Alarico Salaroli, nelle scene aggiuntive di Star Trek (1979); Mario Bardella, in Star Trek III - Alla ricerca di Spock; Sandro Sardone, in Star Trek V - L'ultima frontiera; Carlo Sabatini, in Rotta verso l'ignoto; Renato Cortesi, nelle scene aggiuntive di Rotta verso l'ignoto; Alessio Cigliano, nei film della Kelvin Timeline (Zachary Quinto); Sergio Graziani nei film Star Trek (2009) e Into Darkness - Star Trek (Leonard Nimoy); David Chevalier, in Star Trek: Discovery e Star Trek: Strange New Worlds.
Il personaggio o parodie dello stesso appaiono anche in numerose altre serie televisive, per lo più di animazione, non appartententi al franchise, con la voce di diversi altri attori. Nella serie animata Mad, il personaggio viene doppiato dagli attori Kirk Thornton (Jaws the Great and Powerful/Old Spock's Off Their Spockers, 2013), Mikey Day e, da anziano, Peter Renaday (Jaws the Great and Powerful/Old Spock's Off Their Spockerse Star Blecch Into Dumbness/Stark Tank, 2013), dove appare anche una sua caricatura chiamata Mr. Schlock, doppiato dall'attore Kevin Shinick (Star Blecch/uGlee e  WALL·E·NATOR/Extreme Renovation: House Edition, entrambi del 2010) che lo doppia anche come Spock (Snott Pilgrim vs. the Wonderful World of Disney / Malcolm in the Middle Earth , 2011). Nella serie animata Robot Chicken viene invece doppiato dall'attore Fred Tatasciore nei quattro episodi The Munnery (2006), The Godfather of the Bride 2 (2011), Snarfer Image (2014) e Bugs Keith in: I Can't Call Heaven, Doug (2019), in cui l'attore presta la voce anche ad altri personaggi di Star Trek, tra cui James T. Kirk e Leonard McCoy.

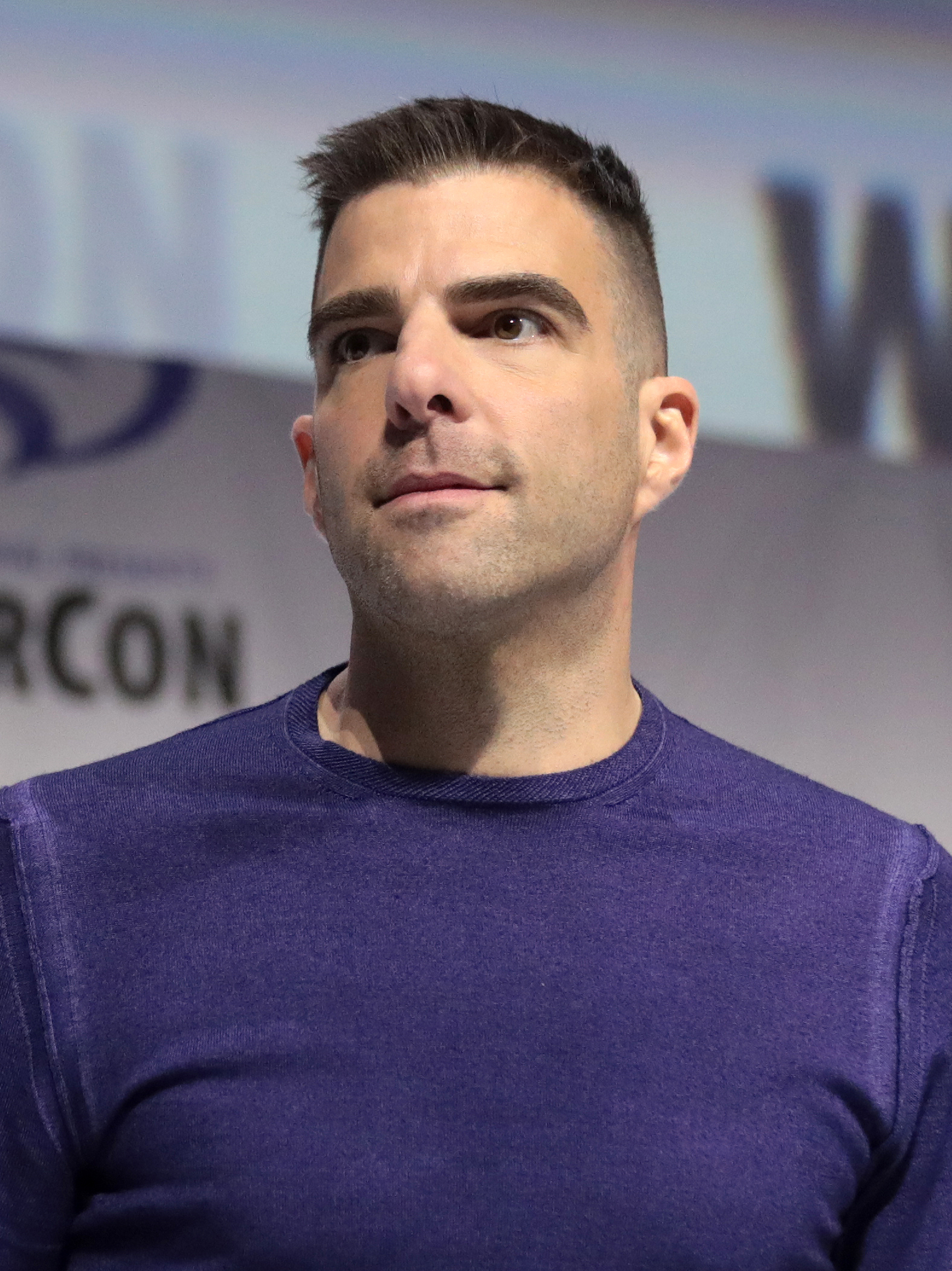
Zachary Quinto, interprete di Spock nella Kelvin Timeline
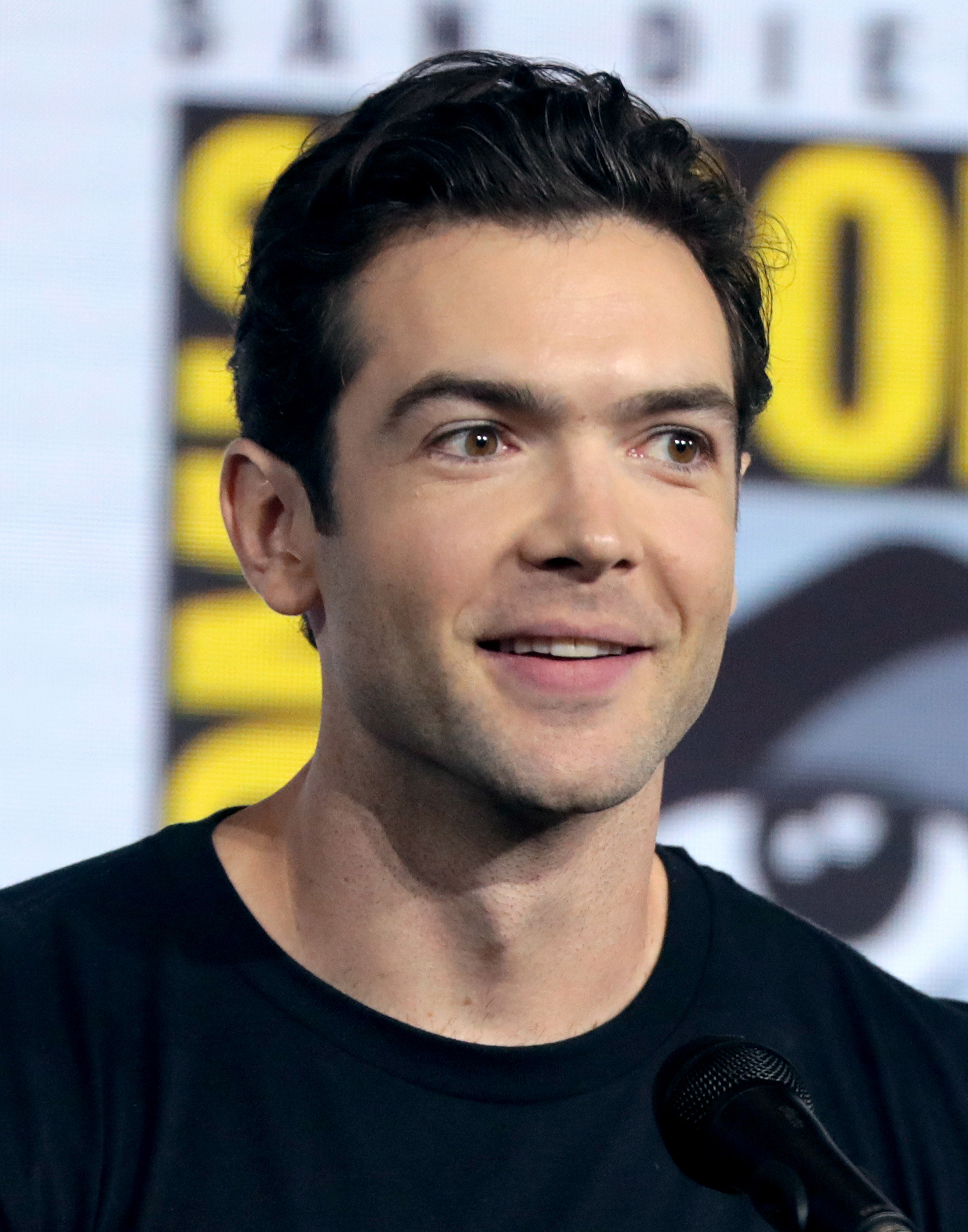
Ethan Peck, interprete di Spock nell'Expanded Universe
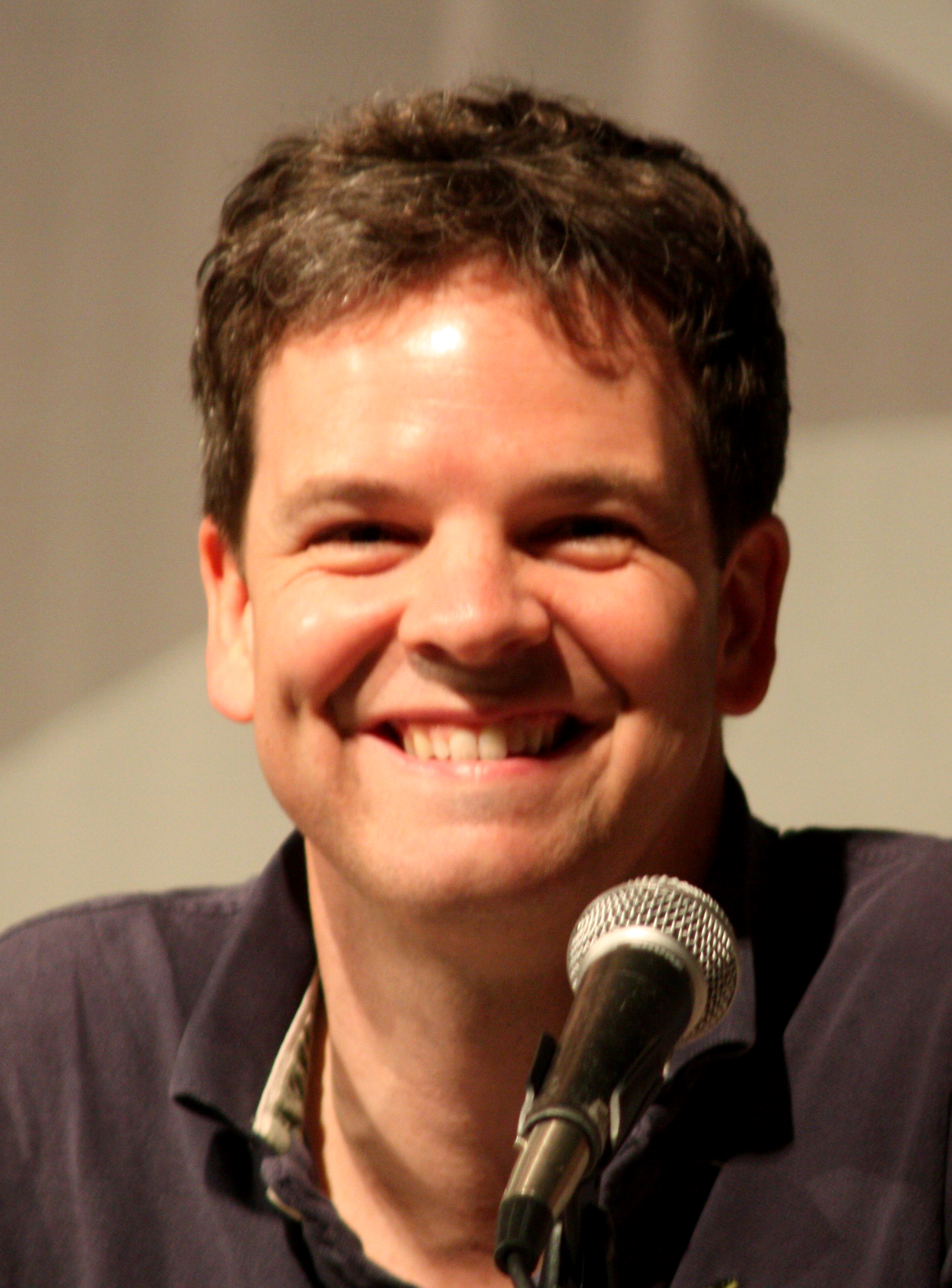
Kevin Shinick, doppiatore di Spock e di Mr. Schlock in Mad
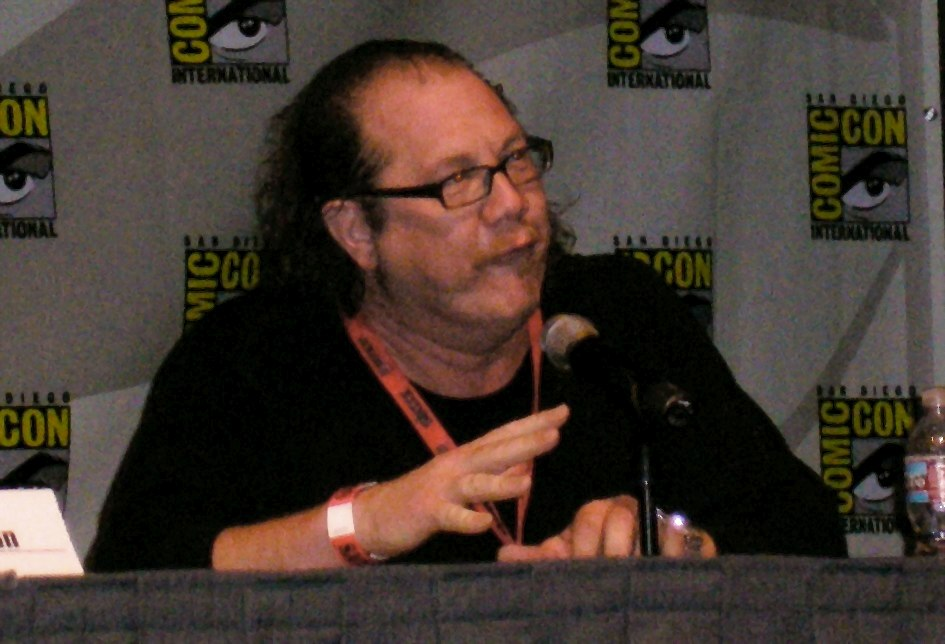
Fred Tatasciore, doppiatore di Spock in Robot Chicken

## Merchandising
- La casa di giocattoli statunitense Mego (distribuita in Italia dalla Harbert, dalla Polistil e dalla GiG), nel 1974 creò le action figure da 8" dei personaggi della serie classica di Star Trek, tra cui l'action figure di Spock, nella divisa classica completo di phaser, comunicatore e tricorder.[13] L'action figure di Spock venne realizzata sia con corpo I che con corpo II.[13] Nel 1979 furono create le action figure da 12" e da 3¾" del film Star Trek: The Motion Picture, compreso Spock.[14] Tra il 2007 e il 2009 la EMCE Toys ha realizzato delle fedeli riproduzioni delle action figure da 8" della Mego degli anni settanta, compreso lo Spock "standard".[15] Questo è quello visibile nell'episodio Il malfunzionamento del teletrasporto della serie televisiva The Big Bang Theory. La Diamond Selct Toys ha realizzato invece una riproduzione dell'action figure Mego di Spock nella versione dell'universo dello specchio, con la barba, così come appare nell'episodio Specchio, specchio.[16] Una volta risorta nel 2018, la Mego ha realizzato numerose varianti del personaggio di Spock, a partire dalla versione "classica" degli anni settanta, per proseguire con una versione in alta uniforme con la mano destra nel saluto vulcaniano; la versione dell'episodio Animaletti pericolosi, completa di triboli; la versione dell'universo della specchio (presente in più edizioni, compresa una in accoppiata con l'action figure del capitano Kirk, anch'esso nella versione dell'universo dello specchio); la versione del film Star Trek II - L'ira di Khan: due versioni di Spock presenti nel film Star Trek (1979), ecc.[17] Nel 2023 la Mego ha prodotto anche le action figure da 8" di Spock e Christopher Pike dell'Expanded Universe, così come appaiono nella serie Strange New Worlds.[18][19][20]
- Nel 2009 la Mattel ha realizzato per la propria linea di fashion doll Barbie, una serie dedicata al film Star Trek diretto da J.J. Abrams, comprendente i personaggi di Kirk, Spock e Uhura, con le fattezze rispettivamente degli attori Chris Pine, Zachary Quinto e Zoe Saldana e le uniformi del film.[21][22]
- Anche la Funko nella sua serie di action figure caricaturali denominata Pop!, ha realizzato delle action figure di Spock, anch'essa presente in più versioni: "standard"; con in braccio un gatto nero; in alta uniforme che fa il saluto vulcaniano; nella versione dell'universo dello specchio; nella versione del reboot con le fattezze di Zachary Quinto; ecc.

## Influenza culturale
- Spock fa brevi comparse in alcuni episodi della serie animata Animaniacs e nell'episodio Star Truck di questo cartone (parodia della serie classica) è costantemente presente.
- Altro esempio è costituito dall'apparizione del personaggio nel manga e anime Dr. Slump e Arale sotto il nome Skop, dove la sua logica viene distrutta dalla protagonista Arale Norimaki e alterna momenti di pura saccenteria a momenti di pura pazzia[23].
- Nella serie animata Il laboratorio di Dexter un amico di Dexter prende le parti di Spock per andare alla Conferenza delle Galassie (che poi sarebbe una riunione dei fan di Star Trek).
- Leonard Nimoy doppiava spesso sé stesso nelle serie di Matt Groening Futurama e I Simpson. In queste apparizioni non mancano mai citazioni dal personaggio che l'ha reso famoso.
- Il personaggio di Spock compare brevemente, sotto le fattezze di pupazzo, nella clip del brano del 1986 Land of Confusion della band rock inglese dei Genesis, nel quale è alle prese con un Cubo di Rubik.
- L'omonimia con il celebre pediatra dottor Benjamin Spock ha originato numerose gag in cui i due vengono confusi (per esempio nel film Senti chi parla, in cui la protagonista Mollie, interpretata da Kirstie Alley, commenta l'esperienza di Spock durante la guerra del Vietnam e il tassista James (John Travolta) le risponde di rimando "Incredibile! Se la prende per un vulcaniano dalle orecchie a punta e sentimento zero!"). Curiosamente Kirstie Alley interpretò la vulcaniana Saavik, migliore allieva del signor Spock, nel film Star Trek II - L'ira di Khan.
- Nella parodia Disney Star Top, in cui è il ruolo di Pippo, che si fa chiamare Pippok, il suo simile saluto è "Lunghe dita e prosperità" che alza con due dita, come "Lunga vita e prosperità", e per essere un mezzo alieno è uno degli Svalvolani, ispirati dai Vulcaniani.
- Il personaggio di Spock ha ispirato il nome della rock band progressive statunitense Spock’s Beard (letteralmente ‘La barba di Spock’), che avrebbe scelto questo nome ispirandosi all’episodio Specchio, specchio della serie classica in cui in un universo parallelo compare una versione alternativa di Spock con barba e baffi.

## Filmografia

### Cinema
- Star Trek (Star Trek: The Motion Picture), regia di Robert Wise (1979) - Leonard Nimoy
- Star Trek II - L'ira di Khan (Star Trek II: The Wrath of Khan), regia di Nicholas Meyer (1982) - Leonard Nimoy
- Star Trek III - Alla ricerca di Spock (Star Trek III: The Search for Spock), regia di Leonard Nimoy (1984) - Leonard Nimoy, Vadia Potenza, Stephen Manley, Joe W. Davis
- Rotta verso la Terra (Star Trek IV: The Voyage Home), regia di Leonard Nimoy (1986) - Leonard Nimoy
- Star Trek V - L'ultima frontiera (Star Trek V: The Final Frontier), regia di William Shatner (1989) - Leonard Nimoy
- Rotta verso l'ignoto (Star Trek VI: The Undiscovered Country), regia di Nicholas Meyer (1991) - Leonard Nimoy
- Star Trek, regia di J.J. Abrams (2009) - Leonard Nimoy, Zachary Quinto
- Billy Blackburn's Treasure Chest: Rare Home Movies and Special Memories - cortometraggio direct-to-video (2011) - Leonard Nimoy
- Into Darkness - Star Trek (Star Trek Into Darkness), regia di J.J. Abrams (2013) - Leonard Nimoy, Zachary Quinto
- Star Trek Beyond, regia di Justin Lin (2016) - Zachary Quinto
- Star Trek: Captain Pike, regia di Todd Shawn (2016) - Tom Berklund

### Televisione
- Star Trek - serie TV, 80 episodi (1967-1969) - Leonard Nimoy
- Star Trek - serie animata, 22 episodi (1973-1974) - Leonard Nimoy, Billy Simpson
- Star Trek: The Next Generation - serie TV, episodi 5x07-5x08 (1991) - Leonard Nimoy
- Robot Chicken - serie animata, 4 episodi (2006, 2011, 2014, 2019) - Fred Tatasciore
- Mad - serie animata, 4 episodi (2010, 2011, 2013) - Kirk Thornton, Mikey Day, Peter Renaday
- Star Trek: New Voyages - webserie fanfiction, 10 episodi (2011-2016) - Brandon Stacy
- The Big Bang Theory - serie TV, episodio 5x20 (2012) - Leonard Nimoy
- Star Trek: Discovery - serie TV, 9 episodi (2019) - Ethan Peck, Liam Hughes
- Star Trek: Short Treks - serie TV, episodi 2x01-2x03 (2019) - Ethan Peck
- Star Trek: Prodigy - serie animata, episodio 1x06 (2022) - Leonard Nimoy
- Star Trek: Strange New Worlds - serie TV, 30 episodi (2022-2025) - Ethan Peck
- Star Trek: Very Short Treks, regia di Aaron Hawkins - miniserie TV, puntate 1,2 (2023) - Ethan Peck

## Pubblicazioni (parziale)

### Fumetti
- (EN) Mike Johnson, Star Trek: Parallel Lives, IDW Publishing, 2014.
- (EN) Mike Johnson, IDC, Star Trek: Boldly Go, IDW Publishing, 2016.

## Videogiochi
- Star Trek 25th Anniversary (1992)
- Star Trek: Judgment Rites (1993)
- Star Trek Online (2010)
- Star Trek (2013)
- Family Guy: The Quest for Stuff (2014)
- Star Trek Fleet Command (2018)
- Star Trek: Dark Remnant (2019)
- Star Trek Timelines (2020)